# 京都府立丹後郷土資料館
京都府立丹後郷土資料館（きょうとふりつたんごきょうどしりょうかん）とは、京都府宮津市字国分小字天王山611-1にある博物館。愛称はふるさとミュージアム丹後。丹後地方の歴史・考古・民俗の3分野において、調査研究・収集保存・展示活動を行っている。
丹後国分寺跡（中世国分寺跡、国の史跡）に立地しており、玄関前には丹後国分寺の金堂や五重塔の基壇と礎石が残っている。敷地からは日本三景に数えられる天橋立を一望できる。

## 歴史

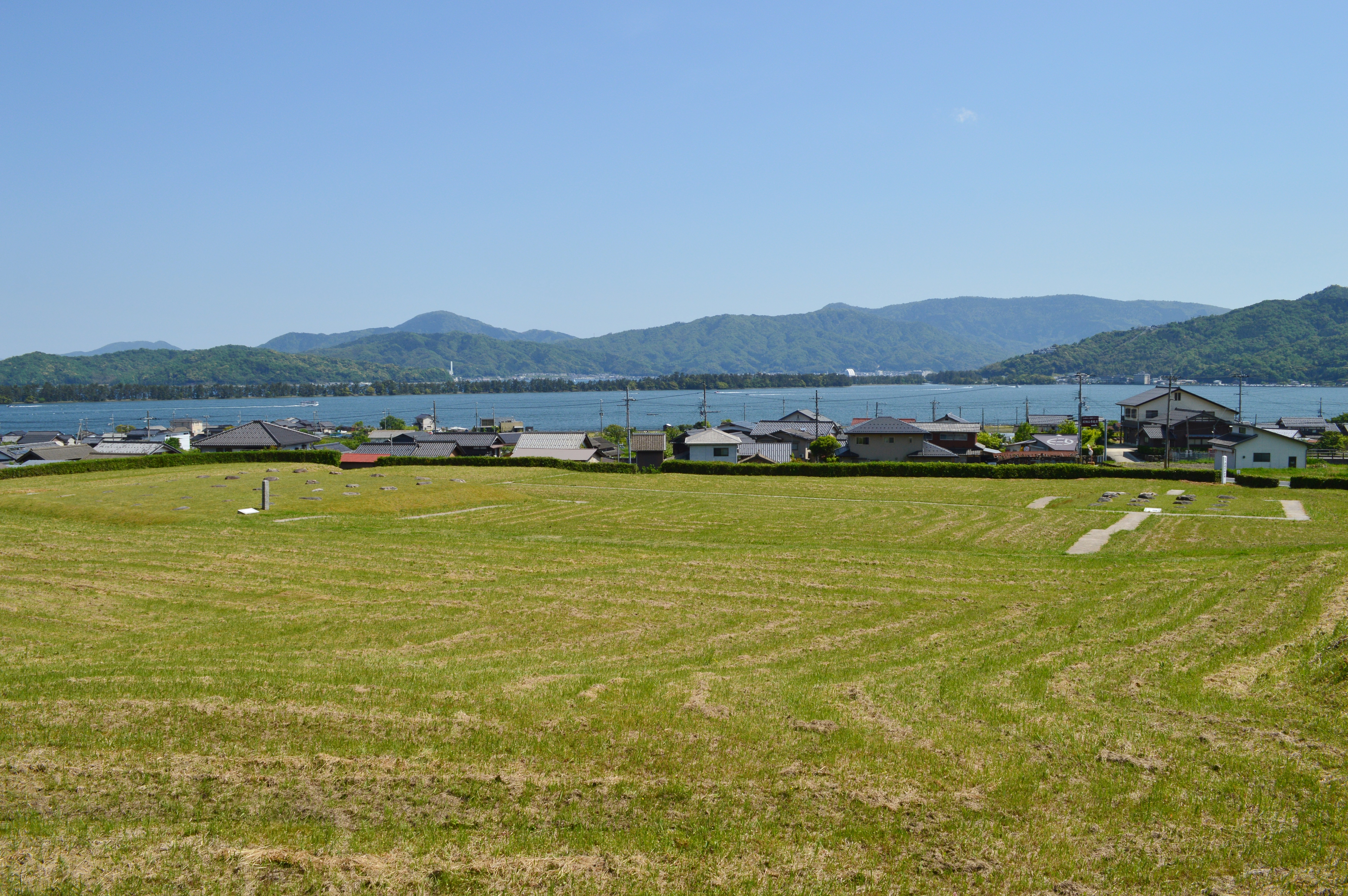
天橋立を見晴らす丹後国分寺跡

1969年（昭和44年）12月に丹後国分寺跡に着工し、1970年（昭和45年）11月7日に京都府立丹後郷土資料館が開館した。総工費は1億3000万円。開館記念特別展として「古代の丹後」を開催し、縄文時代から古墳時代までの丹後地方における出土物を展示した。収蔵庫は開館当時から炭酸ガス消火設備を有していた。
開館から10か月間で約1万人の入館者があり、小中高校生の社会科学習の場としても活用されていた。対象地域は丹後地方だけでなく丹波地方にも拡げられ、1976年度（昭和51年度）には特別展「丹波夜久野の文化財」が開催されている。
1981年（昭和56年）10月、宮津市世屋でのみ技術継承されていた藤布についての記録『藤織りの世界』をまとめ、1983年（昭和58年）12月16日に「丹後の藤布紡織習俗」として記録作成等の措置を講ずべき無形の民俗文化財に選択される礎を築いた。
1985年度（昭和60年度）から1986年度（昭和61年度）にかけての2年間には、国の補助事業で「丹後の紡織習俗調査」を実施し、丹後半島の海岸部及び山間部の12地区を対象に聞き取りや資料調査を行い、衣生活の全体像と地域的特色を研究、関連資料の収集に努めた。これら紡織習俗に関する収集物1,022点のうちの732点が、「丹後の紡織用具及び製品」として2010年（平成22年）3月11日に国の重要有形民俗文化財に指定された。
1995年（平成7年）には、現在の京丹後市丹後町から京都府指定文化財の農家母屋「旧永島家住宅」を敷地内に移築した。建物そのものも資料として常設展示をしながら、体験教室等としての活用を図る。
2012年（平成24年）9月、博物館法に基づく博物館に登録された（登録博物館）。
京都縦貫自動車道の全線開通にともなって来館者数の増加が見込まれることから、2014年（平成26年）11月から2015年（平成27年）3月まで、展示レイアウトの変更などのために長期休館した。2015年（平成27年）4月1日のリフレッシュオープンの際には展示の物語性が強調され、常設展示には古代の「丹後王国」、中世の「天橋立周辺の寺社」、近世の「北前船」というテーマが設けられた。
2015年度（平成27年度）には、丹後郷土資料館に保管されている「丹後半島の漁撈用具」888点が国の登録有形民俗文化財に登録された。明治時代から昭和時代初期の丹後半島で漁業に使用されたものであり、木造の漁船、漁師の弁当箱、岩場で履くわらじなどを内包している。
2019年度（令和元年度）には、個人から丹後郷土資料館に寄託されている「加藤家文書」4571点が京都府暫定登録文化財に登録された。江戸時代末期から明治時代に廻船の船頭だった加藤家に伝わる文書群である。
2020年（令和2年）に開館50周年を迎えた。2010年代には、各地で管理が行き届かなくなった寺や空き家の道具類の寄贈の申し出が増加し、館内収蔵庫3棟が飽和状態となり、プレハブ倉庫6棟を屋外収蔵庫として利用するものの、管理が追いつかないことが課題となっている。

### 全面リニューアル計画
- 2013年度（平成25年度） - 京都府立郷土資料館の在り方に関する意見聴取会議が設置される[2]。
- 2015年度（平成27年度） - 丹後歴史文化博物館（仮称）基本計画策定検討会議が設置される[21]。基本計画策定検討会議の骨子案では2023年（令和5年）末の丹後歴史文化博物館開館が提案された。

## 展示
丹後郷土資料館の所蔵品は約11万点であり、籠神社の「海部氏系図」（国宝）など、所有者から寄託されている国宝・重要文化財10件を含む。丹後の歴史と文化をテーマに常設展を設置しているほか、特別企画展とミニ企画展を年間に計4回程度開催する。
2016年（平成28年）2月20日から3月31日に開催された企画展「観光時代到来 近代天橋立観光」では、戦前に股のぞきなどのポーズで作られた観光土産の橋立人形が初公開された。
2020年（令和2年）10月24日から12月13日には、開館50周年記念特別展「天橋立と丹後国分寺」が開催され、京都国立博物館蔵の雪舟筆「天橋立図」（国宝）などが展示された。雪舟の「天橋立図」は、描かれた丹後国分寺や金堂や五重塔や門の位置関係などが、丹後郷土資料館の史跡地に残る基壇や礎石の配置と矛盾しないことから、再興時の丹後国分寺の詳細を裏付ける貴重な資料とされ、館では複製品を常設展示している。真筆の公開展示は、同館では40年ぶりだった。
このほか、おもな特別展を以下に記す。
- 1995年（平成7年）、開館25周年を記念して「日本海の裂き織り」を開催[10]
- 2005年（平成17年）、開館35周年を記念して「天橋立紀行-その歴史と美術-」を開催[25]
- 2008年（平成20年）、源氏物語千年紀記念事業特別展として、「丹後丹波の薬師信仰-麻呂子皇子鬼退治伝説の源流を求めて-」を開催[26]
- 2009年（平成21年）、能「丹後物狂」智恩寺上演記念として「世阿弥の時代〜義満をめぐる芸能と丹後〜」を開催[27]
- 2010年（平成22年）、開館40周年を記念して「大丹波展-豪族たちの栄華-」を開催[28]
- 2013年（平成25年）、丹後建国1300年を記念して「丹後国府と中世都市・府中」を開催[29]
- 2015年（平成27年）、「海の京都」特別展として「大海原に夢を求めて-丹後の廻船と北前船-」を開催[30]

### 常設展

#### 考古
- 縄文時代
  - 途中ヶ丘遺跡有舌尖頭器、三河宮の下遺跡出土品、志高遺跡縄文土器、浜詰遺跡縄文土器

- 弥生時代
  - 途中ヶ丘遺跡出土品、扇谷遺跡土笛、芦原遺跡出土品、函石浜遺跡出土品、左坂墳墓群出土品

- 古墳時代
  - カジヤ古墳出土品、愛宕山3号墳出土品、岩滝丸山古墳出土品

#### 歴史
- 中世・近世の美術工芸と歴史資料
  - 1355年（文和4年）銘石造狛犬（高森神社）、石造狛犬（有坂神社）、懸仏、応永11年銘鍔口（平八幡宮）など。このうち高森神社の狛犬は年代が明らかなものでは京都府最古の狛犬とみられ、京丹後市指定文化財となっている[31][32]。

- 天橋義塾 – 1875年（明治8年）から1884年（明治17年）にかけて現在の宮津市に開かれた私塾であり、自由民権運動時代の地方政社のひとつ。結社100周年にあたる1975年（昭和50年）に特別陳列を行った[33]。

#### 民俗
- 丹後の漁業
  - 伝統的な漁船、漁法、漁師など

- 丹後の廻船業
  - 奉納和船（智恩寺・溝谷神社）、弘化3年船絵馬（松尾寺複製）など

- 丹後の織物
  - 藤布、裂織、紡織用具など

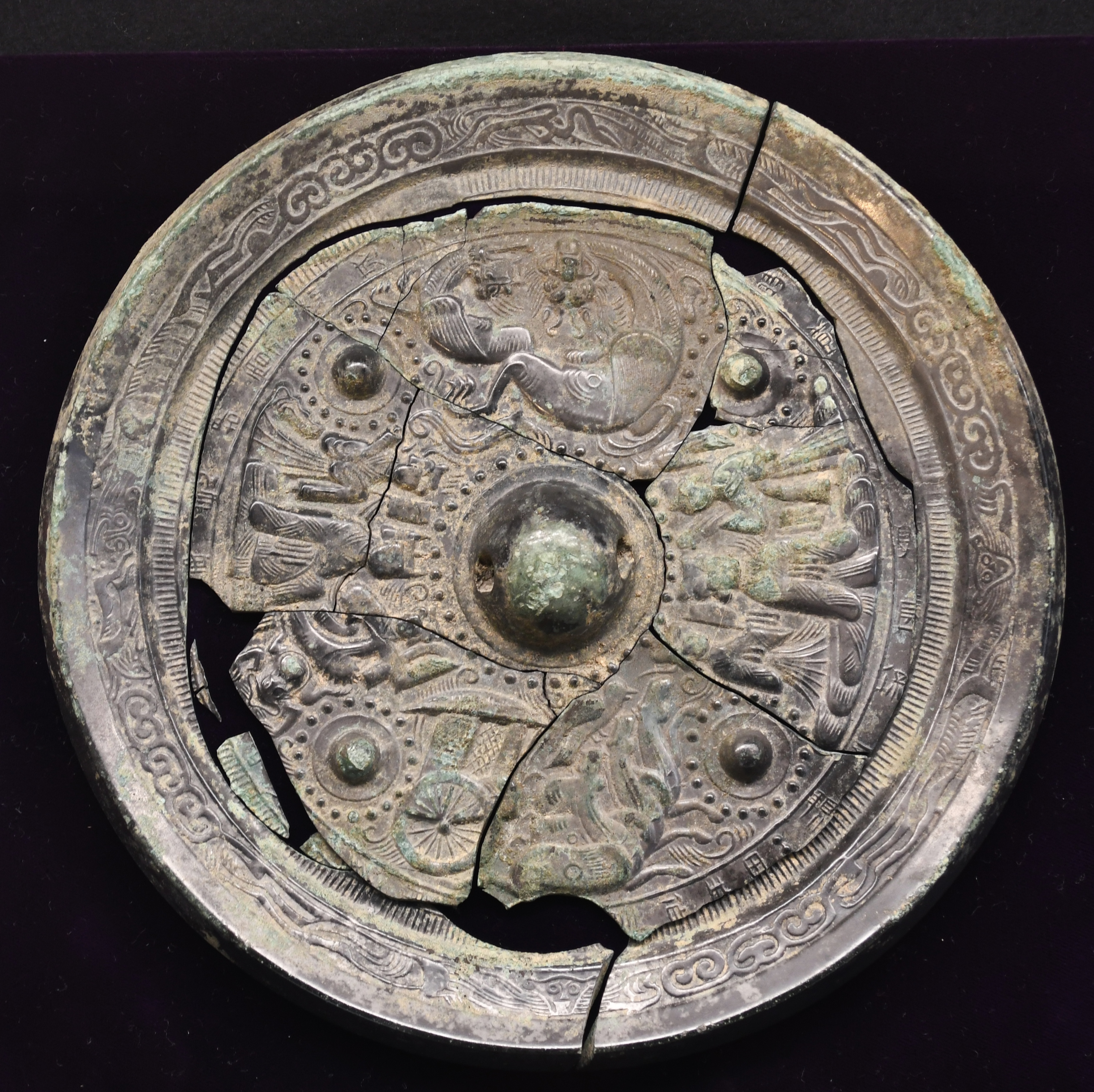
岩滝丸山古墳出土 神人車馬画像鏡
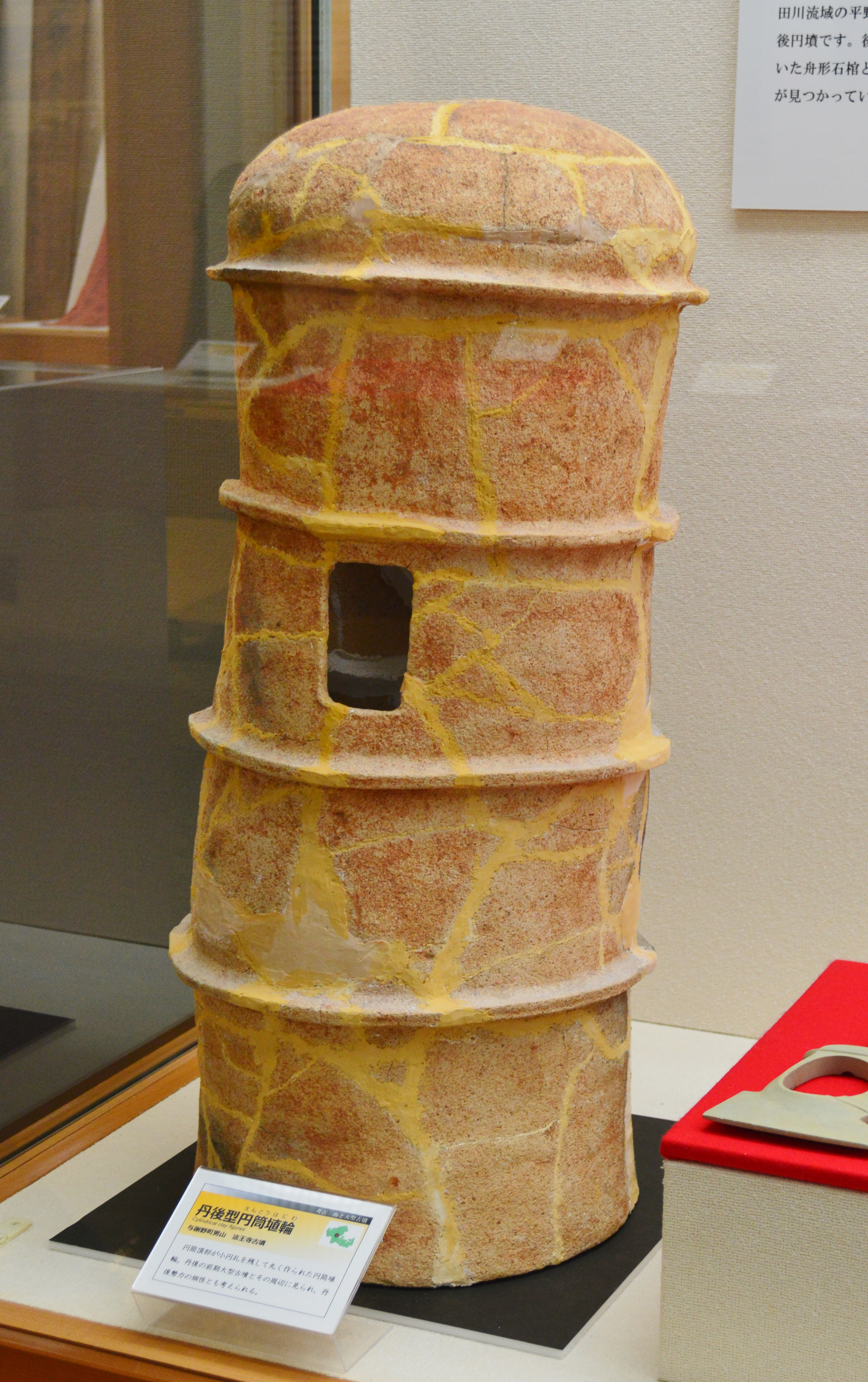
法王寺古墳出土 丹後型円筒埴輪
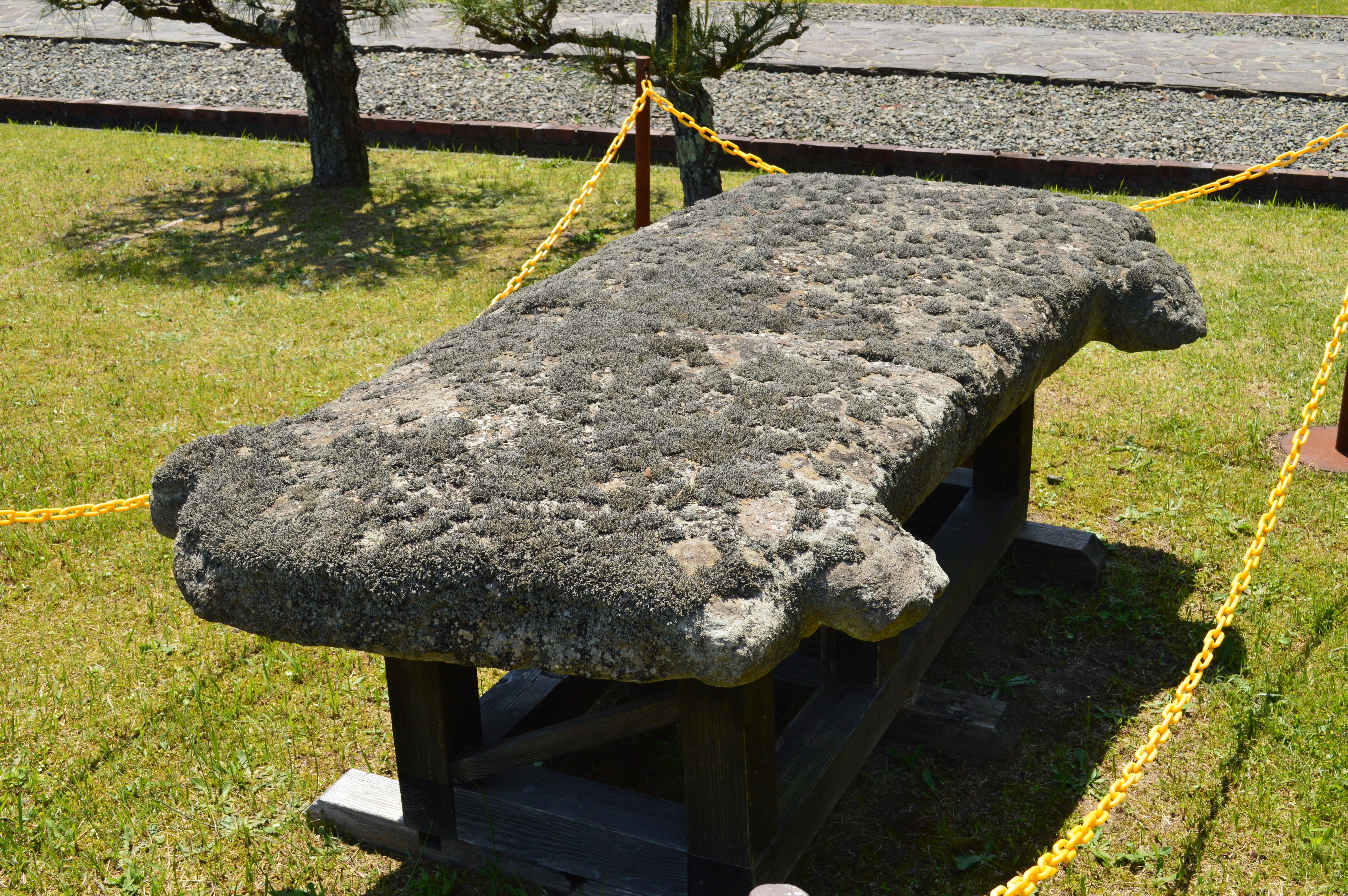
伝法王寺古墳出土 長持形石棺蓋
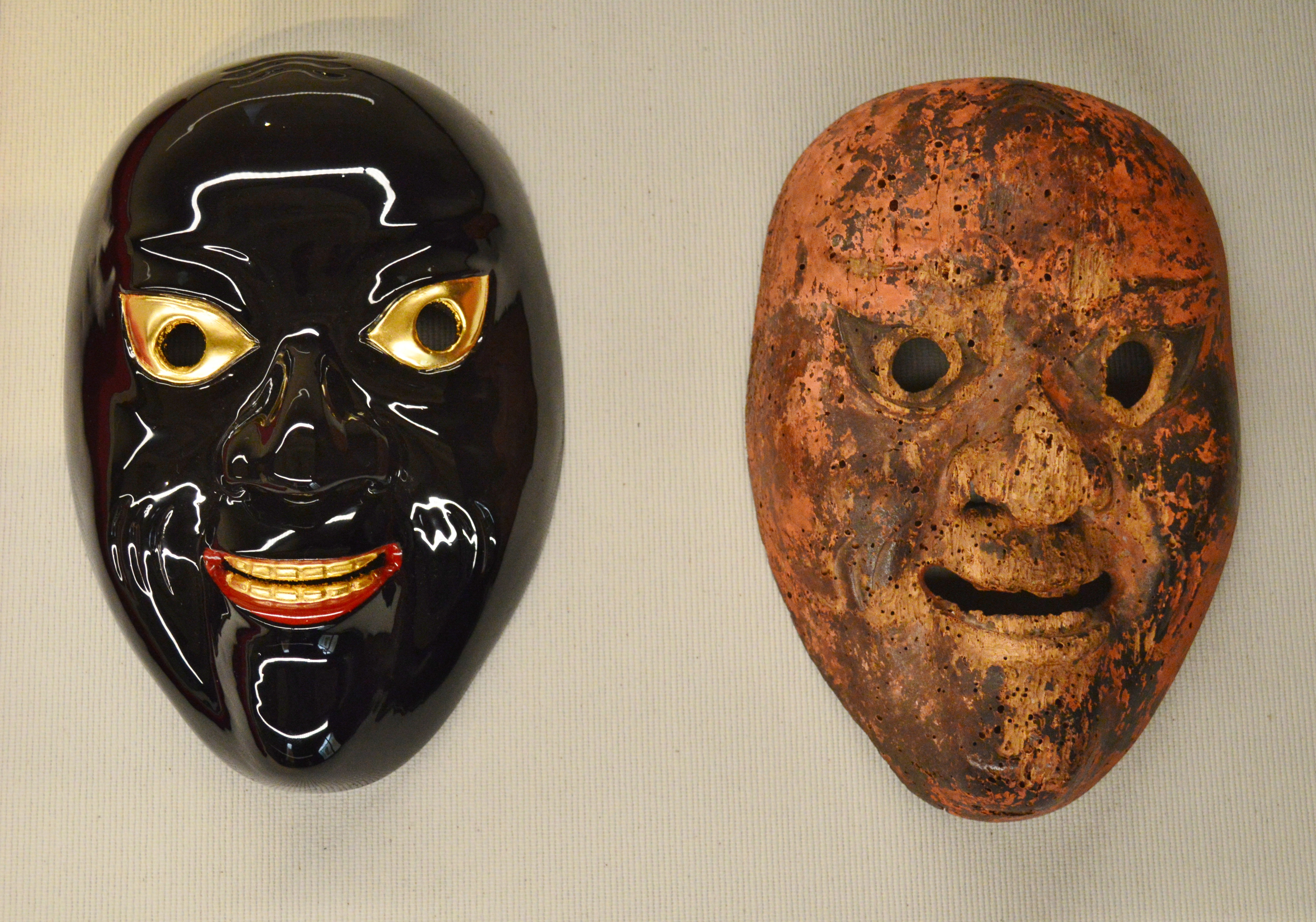
丹後国分寺蔵 伝宣基上人面

## 施設

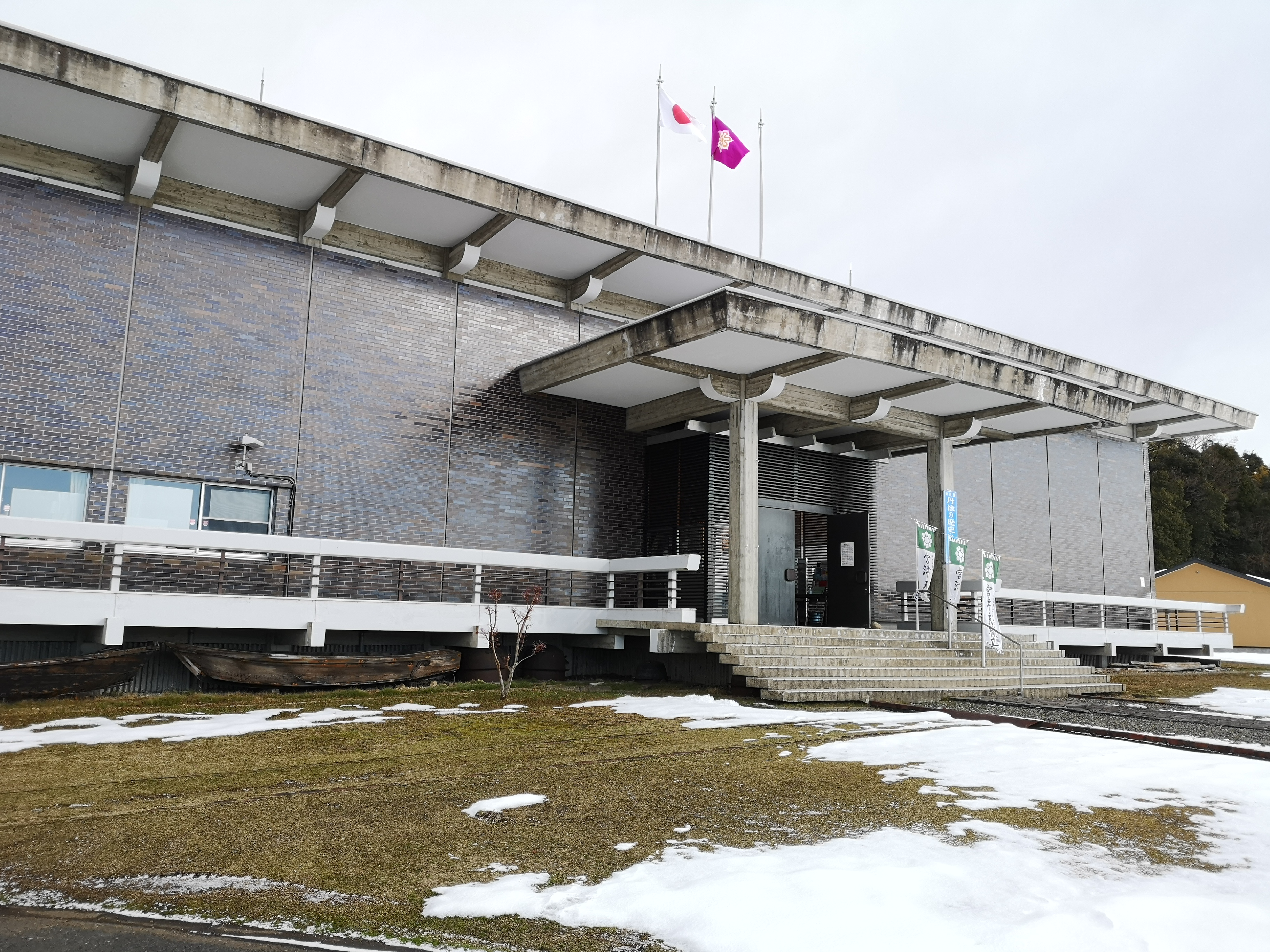
本館

本館は鉄筋コンクリート造2階建て（一部1階建て）であり、建築面積は793m2である。正倉院の校倉造の建築をベースに設計され、展示室のほかに、収蔵庫、研修室、資料室などを設ける。展示室1階に丹後地域の縄文時代から近代にいたるまでの歴史や織物産業を紹介する常設展を置き、展示室2階を特別展や企画展の特設会場として使用する。研修室は、文化財に関する学習講座や体験事業に使用される。
文化財を紫外線から保護する観点から、建物には窓が少ない。収蔵庫は館内3棟のほか、館外に2019年までに6棟のプレハブ倉庫を建設し、仮の収蔵庫として使用する。
丹後国分寺の跡地を含めた総敷地面積は、約28,000平方メートルあり、京都府北部の歴史・美術・民俗資料と、出土遺物の収集・保存・研究・展示を行う資料館の機能を備える。

### 旧永島家住宅
旧永島家住宅は京丹後市丹後町徳光に1840年（天保11年）に建築された農家の母屋である。1964年（昭和39年）に京都府教育委員会が実施した府民家緊急調査で典型的な丹後型であることが判明し、1984年（昭和59年）頃に永島家から京都府に寄付された。1994年（平成6年）2月18日付で京都府指定文化財となり、同年6月から1995年（平成7年）4月にかけて、丹後郷土資料館の敷地内に移築する工事が行われた。
永島家は江戸時代には宮津藩でも名の知れた庄屋であり、母屋は茅葺き屋根に鉄砲梁が目を惹く整ったもので、丹後地方の民家の特徴である「平入り広間型三間取り」が「整型四間取り」へ移行した初期の建物の特徴を残している。移築された1994年（平成6年）時点で、丹後型の間取りの民家は数軒しか残っていなかったとされる。
旧永島家住宅は随時見学可能な郷土資料として整えられ、内部では民具などで構成された「昔のくらし」展示が常設されているほか、「紙すき」などの丹後地方伝統の手仕事を体験できるワークショップ会場ともされている。

## 利用案内
- 開館時間[37]
  - 午前9時 - 午後4時30分
- 休館日[37]
  - 毎週月曜日（月曜日が祝日の場合は開館し、直後の平日休館）
  - 年末年始（12月28日 - 1月4日）
- 入館料[37]
  - 普通展示
    - 一般200円、小中学生50円

  - 特別展示
    - 一般250円、小中学生70円
- 研修・ワークショップ
  - 文化講演会や古文書講習会などを実施する[22]。

## 交通アクセス
- 所在地
  - 629-2234 京都府宮津市字国分小字天王山611-1
- 公共交通機関[38]
  - 京都丹後鉄道宮豊線天橋立駅または岩滝口駅から丹海バスで「丹後郷土資料館」バス停下車後すぐ
- 自動車[38]
  - 京都丹後鉄道宮豊線天橋立駅から車で15分
  - 京都縦貫自動車道与謝天橋立インターチェンジから車で10分